# Alfred Poniński

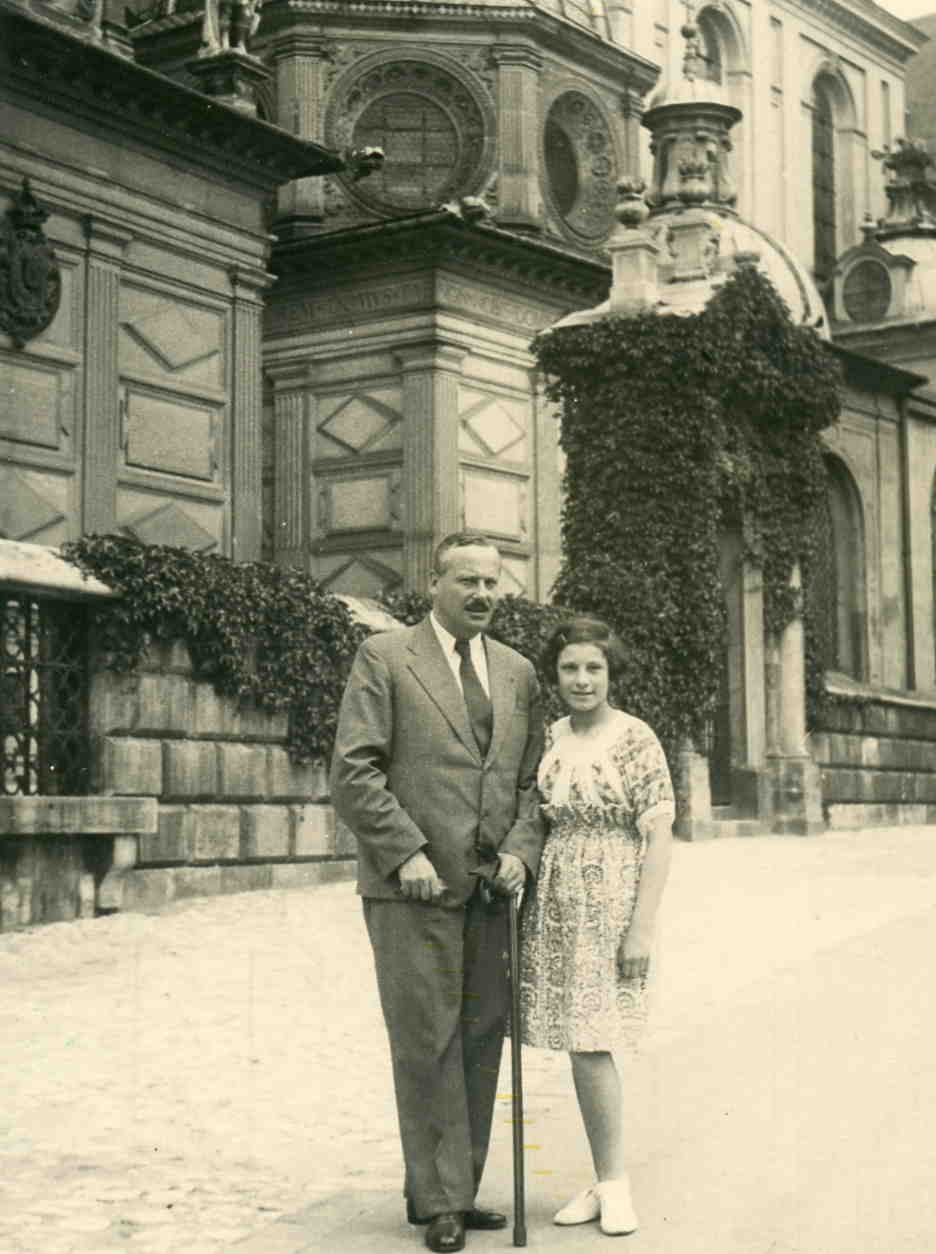
Alfred Poniński z córką Ewą (1939)

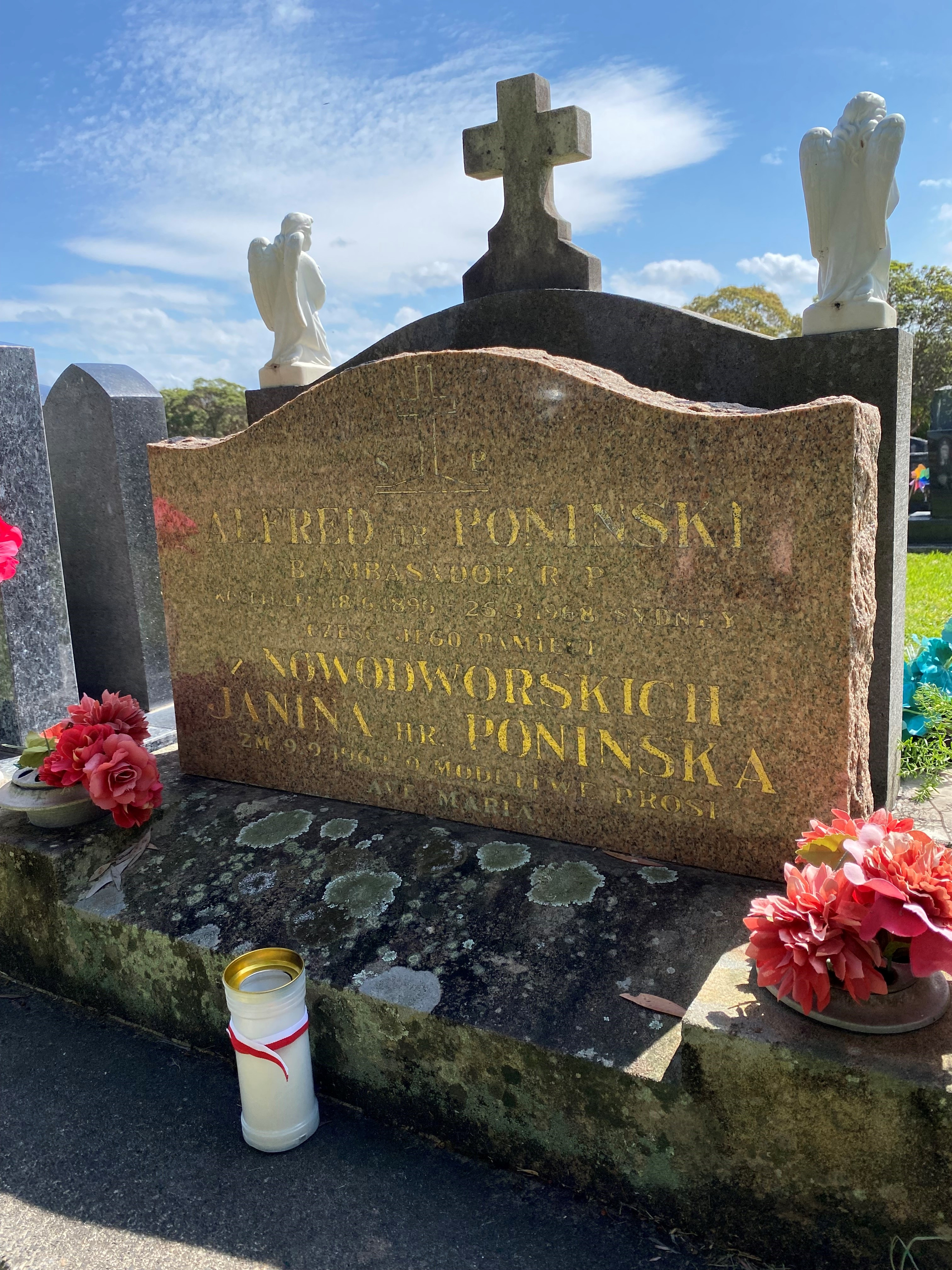
Grób Alfreda i Janiny Ponińskich (2024)

Alfred Emeryk Poniński (ur. 18 czerwca 1896 w Kościelcu w Poznańskiem, zm. 25 marca 1968 w Sydney) – polski dyplomata i dziennikarz.

## Życiorys
Syn wielkopolskiego ziemianina, hrabiego Adolfa Ponińskiego i Zofii z Hutten-Czapskich. Ukończył gimnazjum w Bydgoszczy. Studiował prawo na Uniwersytecie Berlińskim, a następnie prowadził studia historyczne i kwerendy archiwalne w Poznaniu, Berlinie, Brukseli, Paryżu i Bukareszcie. Jego żoną była Janina z Nowodworskich Ponińska (1885–1969), córka Franciszka Nowodworskiego, Pierwszego Prezesa Sądu Najwyższego 1922–1924.
W 1914 rozpoczął pracę dziennikarską. W październiku 1918 mianowany attaché prasowym w przedstawicielstwie Rady Regencyjnej w Berlinie, brał udział w rokowaniach z Niemcami o uwolnienie Józefa Piłsudskiego z twierdzy w Magdeburgu. W latach 1919–1921 referent spraw niemieckich w Ministerstwie Spraw Zagranicznych odrodzonego państwa polskiego. 1921–1924 sekretarz poselstwa RP w Brukseli, od grudnia 1924 I sekretarz ambasady RP w Paryżu, kierował prasą i propagandą. Po przewrocie majowym mianowany w czerwcu 1926 I sekretarzem poselstwa w Moskwie. U boku posła Stanisława Patka brał udział w wielu rokowaniach i umowach, m.in. w sprawie polsko-sowieckiego paktu o nieagresji. Pełnił czasowo funkcję konsula generalnego w Charkowie, a od 1930 był radcą politycznym poselstwa w Moskwie.
W początku 1933 odwołany do centrali MSZ, był kierownikiem referatu umów dwustronnych w biurze Radcy Ekonomicznego, następnie kierownikiem referatu państw Europy Środkowej w Wydziale Wschodnim MSZ. W 1935 delegowany do Bukaresztu w związku z rokowaniami w sprawie delimitacji granicy polsko-rumuńskiej, od maja 1935 pozostał tam jako I radca poselstwa, a następnie ambasady RP w Bukareszcie. Wraz z ambasadorem Rogerem Raczyńskim odegrał istotną rolę we wrześniu 1939, po przekroczeniu granicy polsko-rumuńskiej przez Prezydenta RP Ignacego Mościckiego, rząd RP, a także Naczelnego Wodza Edwarda Śmigłego-Rydza w konsekwencji agresji ZSRR na Polskę. Po internowaniu najwyższych władz RP przez władze rumuńskie uczestniczył czynnie w procesie legalnego przekazania władzy przez dotychczasowego Prezydenta i rząd formującemu się w Paryżu Rządowi RP na uchodźstwie. W październiku 1939 mianowany ministrem pełnomocnym. Po likwidacji na żądanie III Rzeszy poselstwa RP w Bukareszcie i konsulatów generalnych na terenie Rumunii (listopad 1940) został przydzielony do ambasady RP w Ankarze. W 1941 kierownik konsulatu generalnego RP w Stambule. W grudniu 1942 został mianowany pierwszym ambasadorem RP w Republice Chińskiej, przy rządzie Czang Kaj-szeka w Chongqingu. Funkcję tę sprawował do lipca 1945 – utraty uznania międzynarodowego przez Rząd RP na uchodźstwie ze strony Wielkiej Brytanii, USA, Chin i większości krajów konstytuującej się ONZ. Od 1945 na emigracji. Po krótkim pobycie w Indiach, 12 grudnia 1946 przybył wraz z żoną do Australii, osiedlając się w Potts Point w Sydney.  Aktywny w życiu politycznym, społecznym i kulturalnym emigracji polskiej i związków imigranckich.
Prezes Polskiego Towarzystwa Demokratycznego (Polish Democratic Society) w Sydney (1947–50), w latach 1950–51 pierwszy przewodniczący Rady Związkowej Organizacji Polskich w Australii (Federal Council of Polish Associations in Australia).  Działacz międzyetnicznych organizacji imigrantów pochodzenia europejskiego w Australii (wiceprezes United Council of Migrants and of the New Australians' Cultural Association, członek rady oddziału stanowego New Settlers' League of Australia), członek  Australian Council for International Social Service i Australijskiego Instytutu Spraw Międzynarodowych (Australian Institute of International Affairs), gdzie zajmował się tłumaczeniami i analizą dokumentów rosyjskojęzycznych. Uzyskał obywatelstwo australijskie 14 lipca 1959.
W 1953 rozpoczął współpracę z pismem Tygodnik Katolicki w Melbourne (od 1965 Tygodnik Polski), od 1963 był jego głównym komentatorem międzynarodowym. Przez lata prowadził dział poświęcony wydarzeniom politycznym na świecie w piśmie Wiadomości Polskie  w Sydney. Opublikował tam w latach 1967–1968 serię artykułów: Polska w II wojnie światowej. Współpracował również z prasą katolicką w Sydney (The Catholic Weekly) i miesięcznikiem Vision.
Zmarł 25 marca 1968 w Sydney. Pochowany na cmentarzu Rookwood w Sydney.
Ojciec Ewy z Ponińskich Konopackiej.
Autor artykułu Les Traditions de la Diplomatie Polonaise, w Revue d’Histoire Diplomatique (Paryż 1925) i książki La Question Polonaise Depuis 1830 Jusqu'à la Grande Guerre (Paris, 1926), a także opublikowanych w Zeszytach Historycznych wspomnień z września–października 1939 (Alfred Poniński Wrzesień 1939 w Rumunii, Zeszyty Historyczne z. 6. Paryż 1964, s. 146–202).

## Odznaczenia
- Medal Dziesięciolecia Odzyskanej Niepodległości[2]
- luksemburski Order Korony Dębowej IV klasy[2]
- francuski Order Legii Honorowej IV i V klasy[2]
- belgijski Order Leopolda II III klasy[2]
- belgijski Order Leopolda V klasy[2]
- rumuński Order Korony III klasy[2]
- rumuński Order Gwiazdy III klasy[3]
- bułgarski Order Zasługi III klasy[4]